# Església de Sant Nicolau de Tolosa
L'església de Sant Nicolau es un temple catòlic situat al barri de Sant Çubran de Tolosa de Llenguadoc. L'edifici està classificat com a monument històric des del 24 de juliol de 1986.

## Descripció

### Exterior
Aquesta església està dedicada, segons l'historiador de Tolosa del segle XVII Guillem Catel, al patró “de tots els que van per l'aigua i temen el naufragi”. Un sant que devia ser invocat molt sovint en un barri com el de Sant Çubran, víctima de les inundacions anuals de la Garona, com la tràgica de 1875.
Reconstruïda l'any 1300 en un estil típic del gòtic llenguadocià, el seu campanar octogonal d'estil tolosà imita els de la basílica de Sant Serni i l'església dels jacobins: té dos vans bessons coberts amb arcs de mitra. Sota la coberta de la nau s'hi poden observar unes obertures que indiquen la presència d'una passarel·la coberta.

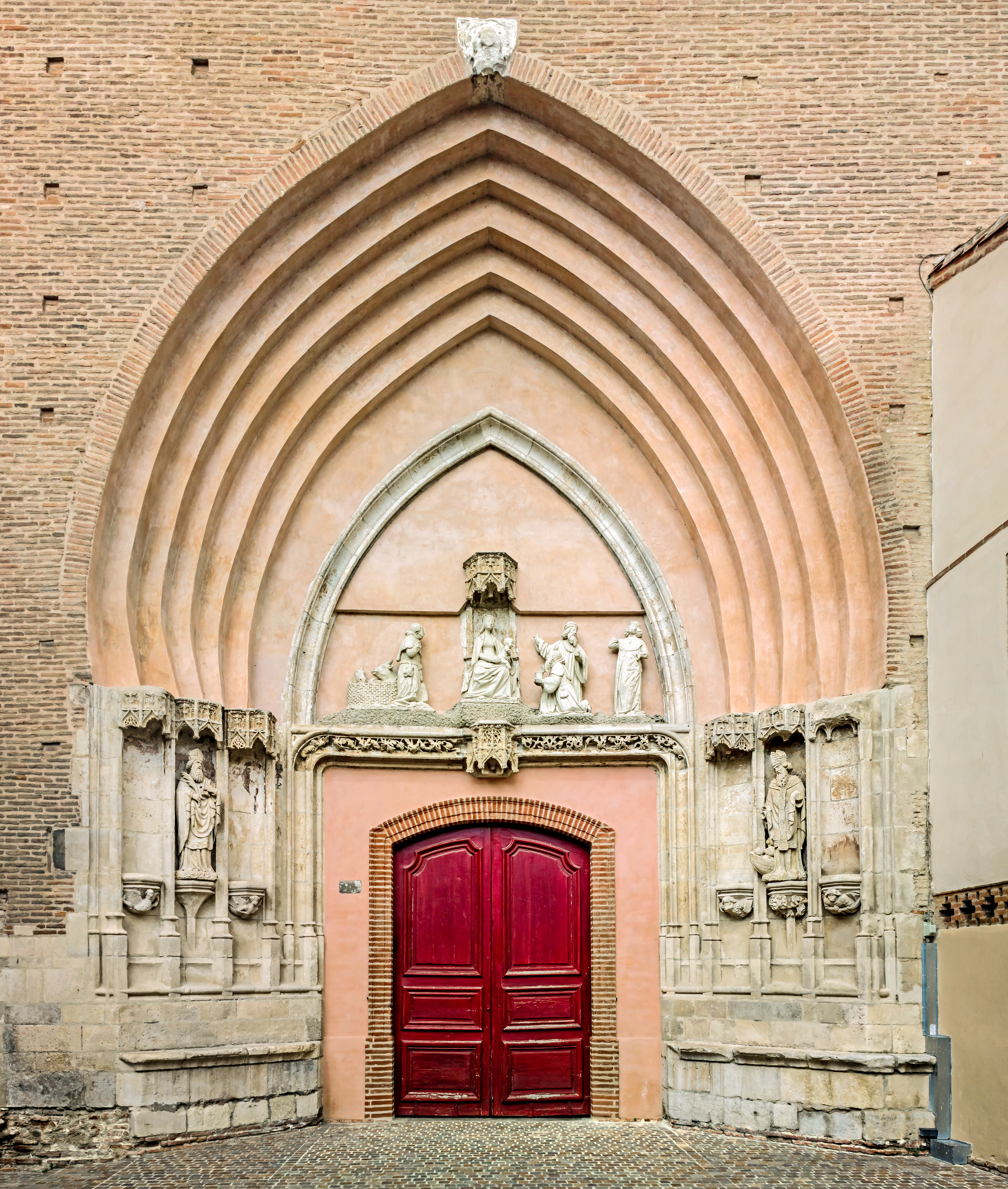
Portal d'entrada amb el relleu al timpà declarat monument històric.

El portal s'obre a la base del campanar, al carrer Gran de Sant Nicolau. Al timpà, un alt relleu classificat com a monument històric, representa l'adoració dels Reis Mags.

### Interior

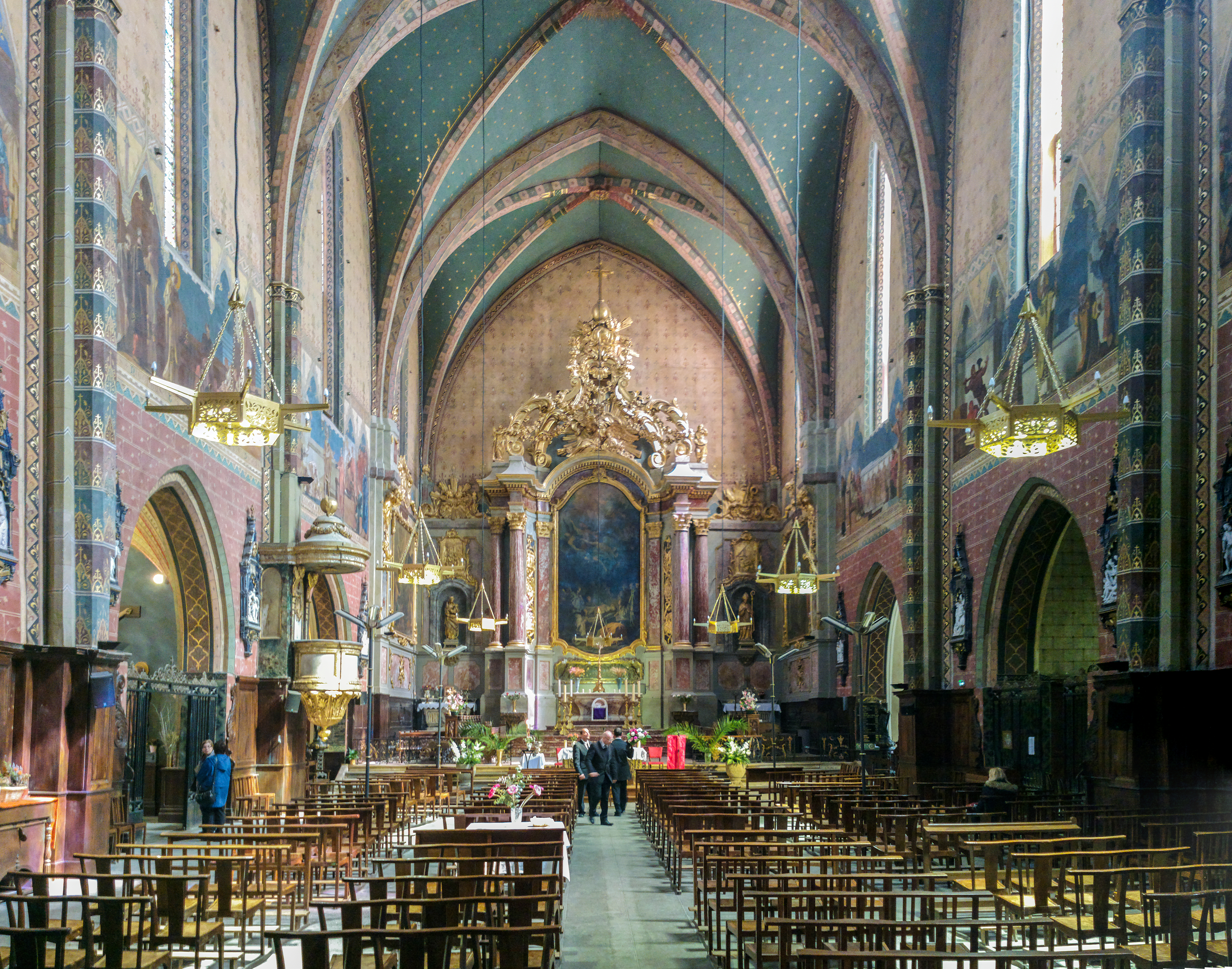
Nau interior.

L'església de Sant Nicolau és de nau única acabada amb arcs apuntats.
L'orgue, construït entre 1845 i 1847 està classificat com a monument històric.